# Équipe des Tonga de rugby à XV à la Coupe du monde 2011
L'équipe des Tonga de rugby à XV dispute la coupe du monde 2011, organisée par la Nouvelle-Zélande, en étant dans la poule A pour la première phase; elle affronte la Nouvelle-Zélande, le Canada, le Japon et la France. Les Tonga s’imposent contre la France 19-14 créant une des plus grosses surprises de cette compétition. L'équipe des Tonga finit troisième de la poule, derrière la Nouvelle-Zélande et la France. Avant, ils s'inclinent 41-10 contre les Néo-Zélandais et 25-20 contre le Canada. Ils s'imposent 31-18 contre le Japon. Grâce à ce parcours, les Tonga réalisent leur meilleure prestation en coupe du monde, égalant celle de 2007. Ils sont déjà qualifiés pour la coupe du monde 2015.

## Les qualifications
L'équipe des Tonga de rugby à XV ne dispute pas les qualifications de la zone Océanie pour la Coupe du monde de rugby à XV 2011 pour avoir terminé troisième de poule en 2007.

## Les 30 sélectionnés
La liste suivante indique les joueurs retenus pour participer à la Coupe du monde 2011. Elle est rendue publique par Isitolo Maka a rendu publique le 8 août 2011.
| Entraîneur | Entraîneur             | Isitolo Maka                                                                   |
| Avants     | Pilier                 | Soane Tonga'uiha, Alisona Taumalolo, Kisi Pulu, Taufa'ao Filise, Halani Aulika |
| Avants     | Talonneur              | Aleki Lutui, Ephraim Taukafa, Ilaisa Ma'asi                                    |
| Avants     | Deuxième ligne         | Joseph Tu'ineau, Paino Kelekolio Hehea, Sione Timani                           |
| Avants     | Troisième ligne aile   | Sione Kalamafoni, Lua Lokotui, Finau Maka (cap.), Sione Vaiomo'unga            |
| Avants     | Troisième ligne centre | Viliami Ma'afu, Samiu Vahafolau                                                |
| Arrières   | Demi de mêlée          | Taniela Moa, Samisoni Fisilau, Tomasi Palu                                     |
| Arrières   | Demi d'ouverture       | Kurt Morath                                                                    |
| Arrières   | Centre                 | Andrew Ma'ilei, Alipate Fatafehi, Siale Piutau, Suka Hufanga                   |
| Arrières   | Ailier                 | William Helu, Fetu'u Vainikolo, Viliame Iongi, Alaska Taufa                    |
| Arrières   | Arrière                | Vungakoto Lilo                                                                 |

## La coupe du monde
Les Tonga disputent quatre matches préliminaires dans la Poule A.

### Match 1: Nouvelle-Zélande - Tonga
(mt : 29 - 3)
Homme du match : Richard Kahui 
Points marqués :
- Nouvelle-Zélande : 6 essais de Dagg (11e, 27e), Kahui (19e, 31e), Kaino (59e), Nonu (76e), 4 transformations de Carter (20e, 29e, 32e), Slade (77e), 1 pénalité de Carter (5e)

- Tonga : 1 essai de Taumalolo (72e), 1 transformation de Morath (73e), 1 pénalité de Morath (40e)

Évolution du score : 3-0, 8-0, 15-0, 22-0, 29-0, 29-3, 34-3, 34-10, 41-10
Arbitre : George Clancy 
Résumé

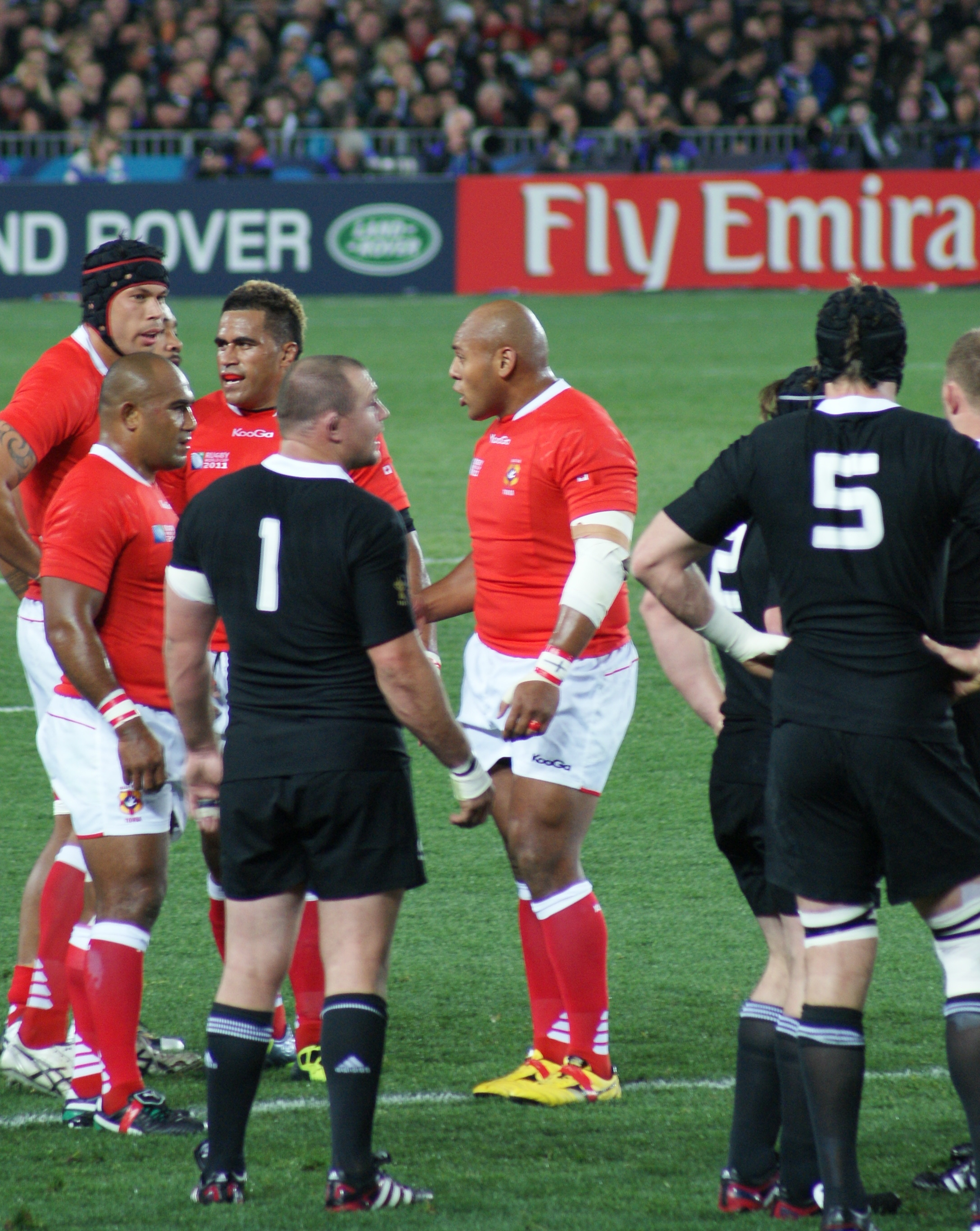
Aleki Lutui, Joseph Tu'ineau, Finau Maka et Soane Tonga'uiha.

Les Néo-Zélandais ouvrent la compétition en dominant les Tongiens. Ils assoient leur succès dès la première mi-temps avec une domination dans tous les compartiments du jeu. Dès la 11e Kahui s'infiltre et sert Sonny Bill Williams. Le jeu rebondit et part au large pour Dagg qui élimine le dernier défenseur d'un crochet intérieur. À la 19e Sonny Bill Williams croise avec Isaia Toeava qui fait la différence, fixe les derniers défenseurs Tongiens pour transmettre à Kahui qui marque le second essai. À la 27e Andrew Hore récupère un ballon sur un ruck qu'il transmet à Toeava et Williams. Ceux-ci transpercent la défense adverse et c'est l'arrière Dagg qui vient conclure en coin. Sur le coup d'envoi, le ballon est écarté pour Dagg qui décale Kahui. L'ailier résiste à son vis-à-vis et s'arrache pour aplatir. George Clancy siffle la pause sur le score de 29 à 3 pour les All Blacks.
À la 59e Piri Weepu part côté fermé et transmet à Kahui qui tape par-dessus la défense et récupère pour servir Kaino qui file aplatir. Mais les Tongiens répondent présents sur les phases où ils avaient été défaillants en première période. Sans dominer leurs adversaires, ils leur tiennent tête et sont moins hermétiques en défense. À la 72e les Tongiens campent devant l'en-but néo-zélandais. Une longue séance de départs au ras s'ensuit et Taumalolo marque le premier essai des Tongiens dans la compétition. À la 76e Ma'a Nonu accélère et sert Colin Slade qui retrouve Nonu à l'intérieur, le centre file ensuite sous les poteaux pour marquer le dernier essai de la partie. L'arbitre siffle la fin du match sur le score de 41 à 10. Les All Blacks l'emportent avec le point de bonus offensif.
| Nouvelle-Zélande · Titulaires · 11e 29e Israel Dagg 15 · 20e 32e Richard Kahui 14 · 77e Ma'a Nonu 13 · Sonny Bill Williams 12 · 61e Isaia Toeava 11 · 72e Daniel Carter 10 · 52e Jimmy Cowan 9 · 74e Victor Vito 8 · (cap.) Richie McCaw 7 · 59e Jerome Kaino 6 · Ali Williams 5 · 55e Brad Thorn 4 · Owen Franks 3 · 72e Andrew Hore 2 · 44e Tony Woodcock 1 · Remplaçants · 72e Corey Flynn 16 · 44e Ben Franks 17 · 74e Anthony Boric 18 · 55e Sam Whitelock 19 · 52e Piri Weepu 20 · 72e Colin Slade 21 · 61e Cory Jane 22 · Entraîneur · Graham Henry |  | Tonga · Titulaires · 15 Vungakoto Lilo · 14 Viliame Iongi · 13 Suka Hufanga 74e · 12 Andrew Ma'ilei 40e · 11 Siale Piutau · 10 Kurt Morath · 9 Taniela Moa · 8 Viliami Ma'afu · 7 Finau Maka (cap.) 53e · 6 Sione Kalamafoni · 5 Joseph Tu'ineau · 4 Paino Hehea 40e · 3 Taufa'ao Filise 52e · 2 Aleki Lutui 43e · 1 Soane Tonga'uiha 52e · Remplaçants · 16 Ephraim Taukafa 43e · 17 Alisona Taumalolo 52e 72e · 18 Kisi Pulu 52e · 19 Sione Timani 40e · 20 Samiu Vahafolau 53e · 21 Samisoni Fisilau 74e · 22 Alipate Fatafehi 40e · Entraîneur · Isitolo Maka |

### Match 2: Tonga - Canada
(mt : 7 - 10)
Homme du match : Adam Kleeberger 
Points marqués :
- Tonga : 2 essais de Piutau (40e, 53e), 2 transformations de Morath (40e, 54e), 2 pénalités de Morath (43e, 64e)

- Canada : 3 essais de Sinclair (13e), Carpenter (67e), Mackenzie (73e), 2 transformations de Pritchard (15e, 75e), 2 pénalités de Pritchard (26e, 45e)

Évolution du score : 0-7, 0-10, 7-10, 10-10, 10-13, 17-13, 20-13, 20-18, 20-25
Arbitre : Jonathan Kaplan 
Résumé

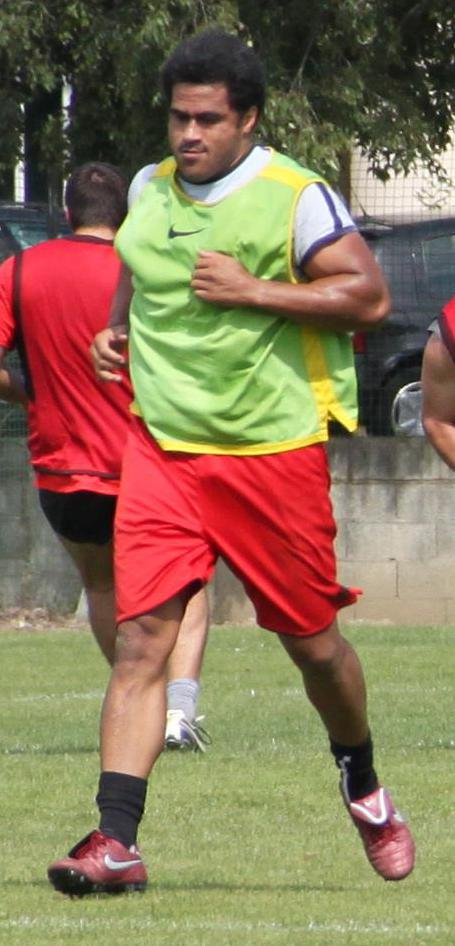
Le capitaine, Finau Maka.

Cette rencontre est allée au bout du suspense pour voir les Canadiens remporter leur première victoire dans cette coupe du monde face aux Tonga. Le match a été disputé du début à la fin, et les Tongiens s'inclinent après avoir raté énormément d'occasions. À la 13e Carpenter s'échappe sur le côté gauche. Les Canadiens enchaînent une série de passes qui renverse le jeu sur la droite et Sinclair est à la conclusion (0-7). À la 40e, les Tongiens récupèrent le ballon et enchaînent quatorze temps de jeu, avant que le demi de mêlée ouvre sur la gauche pour Piutau qui prend l'intervalle et marque (7-10). L'arbitre Jonathan Kaplan siffle la mi-temps après la transformation. Les Canadiens profitent durant cette première mi-temps des maladresses des Tongiens qui sont poussés à la faute grâce à une défense bien organisée.
En seconde mi-temps, à la 53e, les Tongiens créent un regroupement sur les 22 mètres canadiens. Taniela Moa s'échappe et croise parfaitement pour Piutau qui prend l'intervalle et aplati dans l'en-but adverse (17-13). À la 67e minute, Conor Trainor s'échappe sur le côté droit et s'impose devant plusieurs défenseurs Tongiens. Il passe à Carpenter, qu'il trouve sur sa gauche, et celui-ci file en force à l'essai. À la 73e, Ander Monro trouve une brèche et perce dans la défense tongienne. Un regroupement à 10 mètres de l'en-but se crée. Phil Mackenzie récupère le ballon, passe dans un petit intervalle et file à l'essai (20-25). Le score final est de 25-20 et les Tongiens se contentent du point de bonus défensif.
| Tonga · Titulaires · Kurt Morath 15 · Fetu'u Vainikolo 14 · 40e 53e Siale Piutau 13 · Alipate Fatafehi 12 · 66e William Helu 11 · Taniela Moa 10 · 71e Tomasi Palu 9 · 50e Samiu Vahafolau 8 · Sione Vaiomo'unga 7 · (cap.) Finau Maka 6 · Lua Lokotui 5 · 54e Sione Timani 4 · 52e Kisi Pulu 3 · 65e Ephraim Taukafa 2 · 75e Alisona Taumalolo 1 · Remplaçants · 65e Ilaisa Ma'asi 16 · 75e Soane Tonga'uiha 17 · 52e Halani Aulika 18 · 50e Viliami Ma'afu 19 · 54e Sione Kalamafoni 20 · 71e Viliame Iongi 21 · 66e Alaska Taufa 22 · Entraîneur · Isitolo Maka |  | Canada · Titulaires · 15 James Pritchard · 14 Ciaran Hearn · 13 DTH van der Merwe · 12 Ryan Smith 65e · 11 Phil Mackenzie 73e · 10 Ander Monro · 9 Ed Fairhurst · 8 Aaron Carpenter 67e · 7 Chauncey O'Toole · 6 Adam Kleeberger · 5 Jamie Cudmore · 4 Jebb Sinclair 13e 74e · 3 Jason Marshall 75e · 2 Pat Riordan (cap.) 31' à 41' 69e · 1 Hubert Buydens · Remplaçants · 16 Ryan Hamilton 31e 41e 69e · 17 Scott Franklin 75e · 18 Tyler Hotson · 19 Nanyak Dala 74e · 20 Conor Trainor 65e · 21 Sean White · 22 Nathan Hirayama · Entraîneur · Kieran Crowley |

### Match 3: Tonga - Japon
(mt : 18 - 13)
Homme du match : Michael Leitch 
Points marqués :
- Tonga : 3 essais de Ma'afu (7e), Lokotui (15e), Vainikolo (54e), 2 transformations de Morath (17e, 56e) et 4 pénalités de Morath (30e, 32e, 50e, 68e)
- Japon : 3 essais de Hatakeyama (14e), Leitch (26e), Tupuailei (63e) et 1 pénalité de Webb (40e)

Évolution du score : 5-0, 5-5, 12-5, 12-10, 15-10, 18-10, 18-13, 21-13, 28-13, 28-18, 31-18
Arbitre : Dave Pearson 
Résumé
| Tonga · Titulaires · Vungakoto Lilo 15 · 54e Fetu'u Vainikolo 14 · Siale Piutau 13 · Alipate Fatafehi 12 · 68e Suka Hufanga 11 · Kurt Morath 10 · 75e Taniela Moa 9 · 7e Viliami Ma'afu 8 · 64e Sione Vaiomo'unga 7 · Sione Kalamafoni 6 · 65e Paino Kelekolio Hehea 5 · 16e 79e à 80e Lua Lokotui 4 · 48e Aleki Lutui 3 · 72e 64e 40e Taufa'ao Filise 2 · 40e Soane Tonga'uiha 1 · Remplaçants · 48e Ilaisa Ma'asi 16 · 40e Alisona Taumalolo 17 · 61e à 71e 40e Halani Aulika 18 · 65e Joseph Tu'ineau 19 · 72e Samiu Vahafolau 20 · 75e Samisoni Fisilau 21 · 68e Andrew Ma'ilei 22 · Entraîneur · Isitolo Maka |  | Japon · Titulaires · 15 Shaun Webb · 14 Kosuke Endo · 13 Alisi Tupuailei 64e · 12 Ryan Nicholas · 11 Hirotoki Onozawa · 10 James Arlidge 31e à 41e · 9 Fumiaki Tanaka 52e · 8 Takashi Kikutani (cap.) · 7 Michael Leitch 26e · 6 Itaru Taniguchi 52e · 5 Toshizumi Kitagawa 57e · 4 Luke Thompson · 3 Kensuke Hatakeyama 14e 68e · 2 Shota Horie · 1 Hisateru Hirashima · Remplaçants · 16 Yusuke Aoki · 17 Nozomu Fujita 68e · 18 Hitoshi Ono 57e · 19 Sione Vatuvei 52e · 20 Atsushi Hiwasa 52e · 21 Takehisa Usuzuki · 22 Murray Williams · Entraîneur · John Kirwan |

### Match 4: France - Tonga
(mt : 6 - 13)
Homme du match : Sione Kalamafoni 
Points marqués :
- France : 1 essai de Clerc (80e) et 3 pénalités de Yachvili (1re, 23e, 49e)

- Tonga : 1 essai de Hufanga (26e), 1 transformation de Morath (28e) et 4 pénalités de Morath (6e, 35e, 66e, 72e)

Évolution du score : 3-0, 3-3, 6-3, 6-10, 6-13, 9-13, 9-16, 9-19, 14-19
Arbitre : Steve Walsh 
Résumé
La France souffre face à une équipe des Tonga accrocheuse et finit par subir une défaite 19-14, une des plus grosses surprises de toute l'histoire de la coupe du monde. La France semble privée de punch et d'idées, elle s'incline logiquement. Le Tonga a fait preuve de puissance physique, remportant les duels, avançant régulièrement. Pour la France, qualifiée avec deux défaites pour deux victoires, c'est la crise, la défaite de la honte. Pertes de balle, fautes, manque d'engagement : les Français ne sont pas bons à Wellington. L'essai de Vincent Clerc, à la dernière minute, ne change rien.
| France · Titulaires · Maxime Médard 15 · 80e Vincent Clerc 14 · 59e Aurélien Rougerie 13 · Maxime Mermoz 12 · Alexis Palisson 11 · 58e Morgan Parra 10 · Dimitri Yachvili 9 · 49e Raphaël Lakafia 8 · Julien Bonnaire 7 · (cap.) Thierry Dusautoir 6 · Lionel Nallet 5 · Pascal Papé 4 · 40e 45e Luc Ducalcon 3 · William Servat 2 · 6e 20e 45e Jean-Baptiste Poux 1 · Remplaçants · Dimitri Szarzewski 16 · 6e 20e 40e Fabien Barcella 17 · Julien Pierre 18 · 49e Imanol Harinordoquy 19 · 58e François Trinh-Duc 20 · 59e 64e à 74e Fabrice Estebanez 21 · Cédric Heymans 22 · Entraîneur · Marc Lièvremont |  | Tonga · Titulaires · 15 Vungakoto Lilo · 14 Viliame Iongi · 13 Siale Piutau · 12 Andrew Ma'ilei 52e · 11 Suka Hufanga 26e 39e à 49e · 10 Kurt Morath · 9 Taniela Moa · 8 Viliami Ma'afu · 7 Finau Maka (cap.) 10e 25e 42e · 6 Sione Kalamafoni · 5 Paino Kelekolio Hehea 57e · 4 Lua Lokotui · 3 Kisi Pulu 41e · 2 Aleki Lutui · 1 Soane Tonga'uiha 41e · Remplaçants · 16 Ephraim Taukafa 25e 42e · 17 Alisona Taumalolo 47e · 18 Halani Aulika 41e · 19 Joseph Tu'ineau 57e · 20 Samiu Vahafolau 10e 25e 42e · 21 Samisoni Fisilau · 22 Alipate Fatafehi 62e · Entraîneur · Isitolo Maka |

### Classement de la poule A
| Rang | Pays             | J | V | N | D | Em | Ee | Bo | Bd | Pm  | Pe  | Diff | Pts |
| ---- | ---------------- | - | - | - | - | -- | -- | -- | -- | --- | --- | ---- | --- |
| 1    | Nouvelle-Zélande | 4 | 4 | 0 | 0 | 36 | 6  | 4  | 0  | 240 | 49  | +191 | 20  |
| 2    | France           | 4 | 2 | 0 | 2 | 13 | 9  | 2  | 1  | 124 | 96  | +28  | 11  |
| 3    | Tonga            | 4 | 2 | 0 | 2 | 7  | 13 | 0  | 1  | 80  | 98  | -18  | 9   |
| 4    | Canada           | 4 | 1 | 1 | 2 | 9  | 20 | 0  | 0  | 82  | 168 | -86  | 6   |
| 5    | Japon            | 4 | 0 | 1 | 3 | 8  | 25 | 0  | 0  | 69  | 184 | -115 | 2   |

## Meilleurs marqueurs d'essais tongiens
1. Siale Piutau, 2 essais
2. Suka Hufanga, Lua Lokotui, Viliami Ma'afu, Alisona Taumalolo, Fetu'u Vainikolo, 1 essai.

## Meilleur réalisateur tongien
1. Kurt Morath, 45 points, 6 transformations, 11 pénalités,
2. Siale Piutau, 10 points, 2 essais.